# ميخائيل فراي
ميخائيل فراي (بالإنجليزية: Michael Fry)‏ هو رسام كارتون أمريكي، ولد في 16 أغسطس 1959 في منيابولس في الولايات المتحدة.